# موستوليس
موستوليس (بالإنجليزية: Móstoles)‏ هي بلدية ومدينة في منطقة الحكم الذاتي وتقع في منطقة مدريد في وسط إسبانيا. تبلغ مساحة هذه المدينة 45.36 (كم²)، ويبلغ عدد سكانها 206478 نسمة حسب إحصاء سنة 2009 م.

## توأمة
لموستوليس اتفاقيات توأمة مع كل من:
- قادس
- بايلين
- أوفييدو
- سرقسطة
- نافيا
- لاس بالماس دي غران كناريا
- مجيك (2017 - )[8]

## أعلام
- ألبيرتو لورا راموس
- إيكر كاسياس
- سيزار نافاس
- خوان مورينو فرنانديز
- خورخي خورادو

## وصلات خارجية
- www.mostoles.es